# 筷子基總站
筷子基總站（葡萄牙語：Fai Chi Kei / Terminal）位於澳門筷子基和樂大馬路的一個終點站。現時新福利4、32、33路線以該站為終點站，新福利1A路線途經本站。

## 沿革
- 1990年啟用，實際日期已無從查證。[1]

## 歷史
- 1990年8月15日，為適應筷子基區的發展需要，新福利將1和4路線的終點站，分別由青洲和內港遷到筷子基，同時期後新增的26、26A、32及33路線亦將終點站設於此站。[1]
- 2008年12月7日，交通事務局實施第一階段巴士路線調整計劃，1A路線更改服務區域，原途經提督馬路、司打口、媽閣廟之路段取消，並調整終點站至此站。[2]同時，1路線的總站改至關閘總站；26、26A路線也改以沙梨頭北街／筷子基北灣為總站。
- 2020年11月30日，1A路線終點站遷往「筷子基街／廣大中學」，往皇朝方向停靠此站。[3]

## 設施
- 新福利站長更亭、自設鋪位洗手間

## 各車道安排
|              |                           |              |               |   |                                |
| → 筷子基總站 | 1A路線 新口岸／科英布拉街 | 4路線 新馬路 | 32路線 旅遊塔 | ↗ | 33路線 柯維納馬路 → 一般行車道 |
| → 一般行車道 | → 一般行車道              | → 一般行車道 | →             | ↗ | ← 一般行車道                   |
|              |                           |              |               | ↓ |                                |

## 終點站路線資料
| 新福利 | 4  | 筷子基 | ↺ 新馬路                | - 台山（台山街市） - 提督馬路（賈梅士商業中心） - 雅廉訪（幸運閣、雅廉花園） - 得勝花園 - 塔石廣場 - 水坑尾 - 約翰四世大馬路 |
| 新福利 | 32 | 筷子基 | ↺ 旅遊塔                | - 台山（台山街市） - 提督馬路（賈梅士商業中心） - 高士德（紅街市、賈伯樂） - 外港碼頭 - 金蓮花廣場及大賽車博物館 - 萬龍酒店及理工大學 - 羅理基（東方拱門、治安警察局） - 亞馬喇前地 - 南灣（新八佰伴、南灣湖、立法會）                                 |
| 新福利 | 33 | 筷子基 | ↺ 柯維納馬路 輕軌馬會站 | - 台山（台山街市） - 提督馬路（賈梅士商業中心、紅街市） - 沙梨頭（華寶工業大廈、水上街市、海邊新街） - 新馬路及殷皇子馬路 - 亞馬喇前地 - 史伯泰（麗景灣酒店） - 氹仔市區（大中華廣場、泉裕豪庭） - 氹仔舊城區（嘉模泳池、官也街、地堡街） - 澳門運動場 |

## 途經路線資料
| 新福利 | 1A | 筷子基街 | 新口岸／科英布拉街 | - 台山（台山街市、三角花園） - 黑沙環（龍園、望廈、飛通大廈） - 外港碼頭 - 金蓮花廣場及大賽車博物館 - 萬龍酒店及理工大學 - 高美士（南園大廈） - 皇朝（宋玉生廣場、柏嘉街） |

## 爭議
- 住在該區的居民投訴巴士噪音大，廢氣多，且33路線站頭停泊著兩行巴士，妨礙其他車輛行車。新福利回應，因33路線班次非常頻密，此做法是不得已的。
- 2024年5月21日，有居民反映本站於06:30起，特別是4、32路線進站後長期停車不熄匙（電動巴士摩打聲循環不停而發出噪音），從而影響作息，曾多次反映完全沒有改進，希望有部門跟進。新福利一直關注本站的運作情況，對於事主反映甚表關注及隨即展開跟進。就巴士停泊的情況，新福利要求車長在長時間停泊時須關閉引擎，並敦促站長加強站內泊車管理，減少對居民造成滋擾。針對事件，新福利向相關涉及職員嚴正重申，必須切實執行公司指引，不能貪一時方便以掉以輕心，避免產生非必要的噪音。與此同時，也持續關注其他站點的運作情況，並加強監察，適時採取相應措施，以優化運作。[4]

## 鄰近公共運輸站
M19 白朗古將軍馬路（Av. Gen. Castelo Branco）
路線：1、9、9A、23、25B、N1A
M31 白朗古／跑狗場（Gen. C. Branco / Canídrcmo）
路線：1、5X、23、25B、33、N1B
M95 沙梨頭北街／筷子基北灣（Rua Norte do Patane / Bacia Norte do Patane）
路線：5X、8A、26、26A、N1A、N1B、N2
M274 筷子基衛生中心（Centro de Saúde Fai Chi Kei）
路線：7、16、16S、65

## 外部連結
- 新福利官方網站 （繁體中文） （页面存档备份，存于）